# Alliance (Nouvelle-Calédonie)
Pour les articles homonymes, voir Alliance.
L'Alliance est un ancien parti politique de Nouvelle-Calédonie formé le 11 novembre 1999 sur la base de la liste « Alliance pour la Calédonie » qui avait été présentée en Province Sud, mais aussi de celle « Développer ensemble pour construire l'avenir » en Province Nord, pour les élections provinciales du 9 mai 1999. Il se veut le regroupement des anti-indépendantistes mais autonomistes critiques à l'égard du Rassemblement pour la Calédonie dans la République (parti historique des opposants à l'indépendance) et de son dirigeant Jacques Lafleur. Présidé par Didier Leroux, il ne dispose de 1999 à 2004 que de quatre sièges sur quarante à l'Assemblée de la Province Sud et de trois élus sur cinquante-quatre au Congrès de la Nouvelle-Calédonie, et contrôle trois puis deux des trente-trois mairies du Territoire (Bourail jusqu'en 2001, Dumbéa et Koumac). Ayant participé à la liste Avenir ensemble avec plusieurs dissidents récents du RPCR (devenu depuis le Rassemblement-UMP) et des membres de la société civile et du monde syndical ou associatif, et ayant contribué à sa victoire en Province Sud aux élections provinciales du 9 mai 2004, l'Alliance se fond le 28 août 2004 dans le parti né de cette liste.

## Formation
La création de l'Alliance a eu pour base deux listes présentées aux élections provinciales du 9 mai 1999 : l'« Alliance pour la Calédonie » menée par Didier Leroux en Province Sud, et Développer ensemble pour construire l'avenir (DECA) tiré par le maire de Koumac Robert Frouin en Province Nord. Cette dernière est l'émanation d'un parti lui-même créé le 1er janvier 1996 après une certaine réussite aux provinciales de 1995 de dissidents du RPCR dans le Nord, reprochant au parti de Jacques Lafleur de trop favoriser le Sud et notamment Nouméa au détriment de la « Brousse » (DECA avait alors obtenu 2 élus sur 15 à l'Assemblée provinciale, à égalité avec le RPCR, avait formé une majorité de gestion avec les indépendantistes du FLNKS et avait en majorité milité contre l'accord de Nouméa signé en 1998). Pour ce qui est de l'« Alliance pour la Calédonie », elle rassemblait en elle-même plusieurs formations anti-Lafleur :
- Une Nouvelle-Calédonie pour tous (UNCT), créée par plusieurs militants du RPCR ayant décidé de soutenir la candidature de Jacques Chirac à l'élection présidentielle de 1995 et donc de braver la consigne de Jacques Lafleur pour Édouard Balladur. La liste UNCT dans le Sud aux élections provinciales du 9 juillet 1995 avait obtenu le deuxième meilleur score et 7 sièges sur 32 à l'Assemblée de province et sur 54 au Congrès du Territoire (où, en s'associant à DECA et au FLNKS, elle avait contribué à enlever le contrôle de cette assemblée territoriale au RPCR). Elle constitue ainsi la première force d'opposition à ce dernier au sein du camp anti-indépendantiste entre 1995 et 1999. Présidée par l'homme d'affaires local Didier Leroux, elle avait également milité contre l'accord de Nouméa, tout en soutenant une solution consensuelle qui prendrait néanmoins une autre forme. Il reproche surtout à cet accord de donner trop de pouvoir aux provinces au détriment du Territoire, et donc dit craindre voir par là se renforcer l'hégémonie du Rassemblement sur les institutions. Il a critiqué également ce qu'il juge comme de trop grandes concessions faites aux indépendantistes comme la restriction du corps électoral, l'organisation de plusieurs consultations d'autodétermination prévues entre 2014 et 2018 ou le caractère irréversible des transferts de compétences. Deux des quatre élus de la liste « Alliance pour la Calédonie » à l'Assemblée de la Province Sud (et deux des trois au Congrès de la Nouvelle-Calédonie) sont issus de l'UNCT : Didier Leroux (qui menait la liste) et Sonia Lagarde (qui était en troisième position).
- la Fédération pour une nouvelle société calédonienne (FNSC), créée en 1979 par plusieurs petites formations centristes, non-indépendantistes et autonomistes, elle se voulait une « troisième voie » entre la « droite loyaliste » du RPCR de Jacques Lafleur et la « gauche indépendantiste » du Front indépendantiste (FI) de Jean-Marie Tjibaou. Disposant de 7 sièges sur 36 à l'Assemblée territoriale entre 1979 et 1984, elle joue alors le rôle de parti pivot, fait et défait les majorités : d'abord allié jusqu'en 1982 au Rassemblement, elle se tourne ensuite vers le FI et permet ainsi la formation du Conseil de gouvernement de Jean-Marie Tjibaou. Néanmoins, la forte bipolarisation de la politique néo-calédonienne durant les années 1980 ainsi que sa stratégie ambigüe, renforcée par le fait qu'elle est l'une des seules formations à se prononcer en faveur du projet d'« indépendance association » proposé en 1985 par le Haut-commissaire Edgard Pisani, la coupe de son électorat traditionnel qui reste avant tout non-indépendantiste, et à partir de 1985 elle n'a plus d'élus territoriaux. Elle ne reste ensuite véritablement présente que dans la commune de son principal dirigeant, le maire de Bourail Jean-Pierre Aïfa. Celui-ci, qui a fait campagne pour le « oui » à l'accord de Nouméa, est en deuxième position sur la liste « Alliance pour la Calédonie » de Didier Leroux, et est ainsi élu à l'Assemblée de la Province Sud et au Congrès de la Nouvelle-Calédonie.
- Calédonie Demain (CD) est un mouvement créé en 1989 par des dissidents du RPCR, emmenés par le maire de Dumbéa Bernard Marant, qui n'ont pas accepté la signature l'année précédente par leur chef Jacques Lafleur des accords de Matignon avec l'État et les indépendantistes après quatre ans d'affrontements violents entre les deux camps (durant la période dite des « Évènements »), ainsi que par d'anciens militants de la section locale du Front national (dont Justin Guillemard ou Marcel Dubois). Ils avaient obtenu 2 élus sur 32 à l'Assemblée de la Province Sud et sur 54 au Congrès du Territoire aux élections provinciales de 1989. Les ex-FN l'ont ensuite quitté au début des années 1990, essentiellement pour se rapprocher du Front calédonien (FC) de Claude Sarran, parti anti-autonomiste et départementaliste devenu ensuite la fédération locale du Mouvement pour la France (MPF) de Philippe de Villiers. Par la suite, Calédonie Demain, active essentiellement à Dumbéa sous la direction de son maire Bernard Marant, modère ses positions et devient plus autonomiste, ayant milité pour le « oui » à l'accord de Nouméa. Le mouvement avait perdu sa représentation aux provinciales de 1995. Quatre ans plus tard, Bernard Marant est élu à l'Assemblée de la Province Sud (mais pas au Congrès de la Nouvelle-Calédonie) en quatrième position sur la liste « Alliance pour la Calédonie ».

## Élections municipales et sénatoriales de 2001
Aux élections municipales de mars 2001, l'Alliance présente ou soutient plusieurs listes, notamment dans les communes où elles disposent des maires sortants : Dumbéa (liste « Dumbéa Demain » de Bernard Marant), Bourail (liste « Intérêt communal de Bourail » de Jean-Pierre Aïfa) et Koumac (liste d'ouverture « Pour le progrès communal » de Robert Frouin). Sonia Lagarde monte à Nouméa une liste commune, baptisée « Nouméa, c'est capital(e) », avec le MPF local de Claude Sarran et des membres de la société civile contre le maire sortant RPCR Jean Lèques. L'« Alliance pour Ouvéa » est enfin menée par Julien Aben, gérant de l'unique station service de l'île.
Robert Frouin (sa liste obtenant 11 élus sur 23, il n'y a eu qu'un seul tour) et Bernard Marant (26 sièges sur 33 au deuxième tour) sont réélus maires à Koumac et Dumbéa respectivement. En revanche, Jean-Pierre Aïfa est battu dès le premier tour (que de 400 voix néanmoins) par le RPCR de Guy Moulin, en n'obtenant que 6 sièges sur 27, contre 21 à la liste Moulin. À Nouméa, « Nouméa, c'est capital(e) » obtient le deuxième meilleur avec 22,6 % des suffrages et 5 élus sur 49 (contre 39 à la liste de Jean Lèques, qui est réélu dès le premier tour). Sur ces 5 conseillers municipaux, 4 sont membres de l'Alliance (Sonia Lagarde, Jean-Pierre Delrieu, Sylvie Robineau et Isabelle Boewa-Mi), et un seul du MPF (Michel Boyer). À Ouvéa, la liste de Julien Aben ne passe pas le premier tour.   
Jean-Pierre Aïfa est le candidat du parti à l'élection sénatoriale du 23 septembre 2001, contre le sortant RPCR Simon Loueckhote et la veuve de Jean-Marie Tjibaou, Marie-Claude, investie par le FLNKS. Aïfa obtient le troisième et dernier résultat, avec 51 votes de grands électeurs sur 475 exprimés (10,74 %) contre 250 (52,63 %) à Simon Loueckhote qui est réélu et 174 (36,63 %) à Marie-Claude Tjibaou.

## L'élection présidentielle et les législatives de 2002
Pour l'élection présidentielle de 2002, l'Alliance ne donne aucune consigne de vote, mais ses membres apportent à titres individuels leurs soutiens à Jacques Chirac ou François Bayrou. Ainsi Sonia Lagarde annonce-t-elle se rallier, comme elle l'avait fait en 1995, à la candidature du président sortant. Il en est de même pour la plupart des anciens RPCR, tels Bernard Marant ou Robert Frouin. Didier Leroux, en revanche, soutient le président de l'UDF, et est l'un des deux seuls élus du Territoire (avec le maire de Nouméa Jean Lèques) a lui apporter son parrainage. Au second tour, l'Alliance appelle à « voter massivement » pour Jacques Chirac contre Jean-Marie Le Pen. 
Lors des élections législatives de juin 2002, l'Alliance n'avance officiellement qu'un candidat, Didier Leroux qui tente ainsi à nouveau sa chance, après un premier essai en 1997, dans la 1re circonscription (Nouméa, l'île des Pins et les îles Loyauté) face au sortant Jacques Lafleur. Il obtient l'investiture officielle de l'UDF. Il fait campagne sur cinq thèmes : la défense d'une France forte en Calédonie, l'engagement au côté de l’UDF, le remplacement d’un « député fantôme par un vrai », le retour à l’ordre et à la justice et enfin la réduction des inégalités sociales. Il parle de « dérive indépendantiste du RPCR » dont, selon lui, le dirigeant a utilisé la revendication nationaliste « pour obtenir le transfert d’un maximum de compétences et de pouvoir à son profit ». Le jour du premier tour, le 9 juin 2002, il réunit 3 749 voix et 15,1 % des suffrages. Certes, il arrive loin derrière Jacques Lafleur avec moins de la moitié de son score (le député sortant a obtenu 12 378 votes soit 49,9 %), mais il le prive d'être élu au premier tour pour la première fois depuis 1978 et se qualifie pour le second tour. Avec une participation plus faible qu'en 1997 (le taux est de 42,1 % en 2002 contre 55,22 % cinq ans auparavant, et alors que cette fois une partie des indépendantistes, à savoir l'UNI, a participé au scrutin) et la candidature du président de la Fédération des petites et moyennes entreprises, Alain Descombels, qui repose sur un électorat similaire à celui de l'Alliance, Didier Leroux fait néanmoins un score plus faible tant en nombre de voix qu'en part relative qu'aux précédentes législatives (1 645 votes et 4,5 points de moins). À l'exception du candidat indépendantiste Wassissi Konyi, tous les autres personnalités présentes au premier tour appellent à voter pour Didier Leroux. Ce qui explique qu'il augmente considérablement son résultat au second tour et réduit son écart avec Lafleur : il réunit en effet 10 059 voix et 44,26 %, soit 6 310 votes et 29,16 points de plus qu'au premier tour (il triple pratiquement son score), tandis que le député sortant n'amasse que 292 bulletins et 5,84 points supplémentaires. À partir de ce moment, il acquiert véritablement une légitimité et le statut de principal opposant à Jacques Lafleur, attirant vers lui de plus en plus de déçus et d'électeurs lassés du président de la Province Sud alors plus que jamais gagné par l'usure du pouvoir. 
Dans la 2e circonscription, l'Alliance n'avait présenté aucun candidat mais avait apporté indirectement son soutien à Justin Guillemard (ancien membre du MPF et créateur d'une petite association de soutien opposée à l'accord de Nouméa, le « Réveil calédonien ») : celui-ci prend en effet pour suppléant un membre du parti, Wilfried Weiss, par ailleurs premier adjoint de Robert Frouin à la mairie de Koumac. Il obtient le 5e résultat sur 7 candidats, avec 1 093 voix et 4,1 % des suffrages. Pour le second tour, Guillemard et Weiss ne donne pas de consigne de vote dans leur circonscription (qui oppose le sortant RPCR Pierre Frogier à l'indépendantiste Paul Néaoutyine), mais appelle les électeurs de la 1re à voter pour Didier Leroux.  
Le 18 décembre 2002, le bureau politique de l'UDF nomme Didier Leroux son délégué en Nouvelle-Calédonie, avec pour mission la « remise en marche » de sa fédération sur le Territoire. Il précise toutefois que cela ne signifie pas une affiliation d'Alliance au parti de François Bayrou : « On peut être UDF sans être à l’Alliance et être à l’Alliance sans être UDF ». En effet, plusieurs membres de l'Alliance sont au contraire membres de l'UMP, notamment Sonia Lagarde. Parmi les autres membres du mouvement à avoir également ralliés l'UDF figure Pascal Vittori (8e sur la liste « Alliance pour la Calédonie » en 1999) ou la conseillère municipale de Nouméa Isabelle Boewa-Mi.

## Le rapprochement avec Harold Martin et l'Avenir ensemble
À l'approche des élections provinciales de 2004, l'Alliance se rapproche de Harold Martin. Ce dernier, maire de Païta depuis 1995, était considéré jusqu'en 2001 comme un des plus fidèles lieutenants et un possible dauphin, avec Pierre Frogier, de Jacques Lafleur. Mais sa décision de se représenter dans sa commune aux élections municipales de 2001 alors que la direction du RPCR avait décidé de l'y remplacer par son cousin (et prédécesseur à la mairie) Ronald Martin lui vaut d'être exclu du parti. Si Martin a longtemps milité pour être réintégré dans le Rassemblement, et a soutenu Jacques Lafleur et Pierre Frogier aux législatives de 2002, il finit par s'orienter vers une opposition plus nette à l'égard de son ancien mentor. Il s'attire le soutien d'autres membres du RPCR, pour la plupart de la nouvelle génération, quadragénaires ou quinquagénaires et élus de « Brousse » : Philippe Michel et Sosimo Malalua, qui décident, par solidarité avec lui, de ne plus suivre les directives officielles du parti lors des votes au Congrès à partir de décembre 2001 ; les maires du Mont-Dore Réginald Bernut (qui perd son fauteuil de premier magistrat à la suite d'une fronde de ses adjoints restés fidèles à la direction du RPCR en 2003) et de La Foa Philippe Gomès ; l'éleveur de Voh Éric Babin (44 ans), ancien élu à l'Assemblée de la Province Nord et au Congrès du Territoire sous les couleurs du RPCR de 1995 à 1999. 
Didier Leroux et Harold Martin décident de former avec lui en mars 2004 une liste commune pour les provinciales de mai. La première place est confiée à Marie-Noëlle Thémereau, qui fut 1re vice-présidente du Congrès de la Nouvelle-Calédonie jusqu'à sa démission en 2001 pour protester contre ce qu'elle jugeait la prépondérance déséquilibrée de la Province Sud dans le jeu politique local, au détriment du Territoire. Philippe Gomès, qui est jusqu'au dernier moment resté un militant du RPCR, finit par rejoindre cette formation : c'est la naissance des listes Avenir ensemble dans les Provinces Sud (menée par Marie-Noëlle Thémereau) et Nord (tirée par Éric Babin). Les membres de l'Alliance y sont très présents : 
- dans le Sud, 15 personnes sur 50 dont deux parmi les dix premiers et six parmi les vingt ayant une chance d'être élus : Didier Leroux est en 3e place, Sonia Lagarde en 4e, Sylvie Robineau en 11e, Reine-Marie Chenot en 15e, Pascal Vittori en 16e, Petelo Tipotio en 18e, Rolland Manéa en 22e, Mireille Boyer en 27e, Paule Christoph en 33e, Jean-Pierre Delrieu en 34e, Ernest Waheo en 38e, Sandra Muni en 39e, Nicole Perez en 45e, Nicaise Ouillemon en 46e, Marc Deschamps-Daly en 48e.
- dans le Nord, cinq membres d'Alliances sont avancés parmi 32 candidats, dont 2 parmi les 4 premiers qui ont le plus de chance d'être élus : Armande Duraisin en 2e place, Myriam Baledier en 4e, Fernand Martin en 11e, Marie-Joséphine Dieuma en 22e et Robert Frouin en 31e.

Bénéficiant d'une usure du RPCR et de Jacques Lafleur auprès de l'opinion publique mais aussi de la présentation d'un manifeste électoral (une première dans la vie politique néo-calédonienne, le programme est notamment centré sur 75 propositions) et de l'utilisation de moyens nouveaux de campagne (tels que la diffusion d'un DVD), la liste Avenir ensemble remporte la victoire en Province Sud. Elle réunit en effet 18 574 voix (33,89 %), obtenant 19 élus (dont 6 de l'Alliance : Didier Leroux, Sonia Lagarde, Sylvie Robineau, Reine-Marie Chenot, Pascal Vittori et Petelo Tipotio) sur 40 à l'Assemblée de la Province Sud et 15 sur les 32 envoyés au Congrès (dont 4 de l'Alliance : Didier Leroux, Sonia Lagarde, Sylvie Robineau et Reine-Marie Chenot). Le Rassemblement-UMP (nouveau nom du RPCR) arrive derrière avec 31,19 % et 16 sièges à l'Assemblée provinciale, dont 13 au Congrès. Dans le Nord, la liste Babin réalise aussi un score honorable, avec 1 754 votes (8,53 %) et un seul siège à l'Assemblée de province et au Congrès. 
Et lors de la formation le 24 juin 2004 du Gouvernement collégial local issu de ces élections, l'Avenir ensemble obtient 4 des 11 sièges de cet exécutif, dont un issu de l'Alliance : Didier Leroux, chargé du secteur de l'Économie, de la Fiscalité, du Développement durable, des Mines, des Transports aériens et des Communications. Marie-Noëlle Thémereau est élue présidente de ce gouvernement. À la suite de cela, Armande Duraisin fait son entrée à l'Assemblée de la Province Nord et au Congrès pour remplacer Éric Babin, lui aussi élu membre du gouvernement, Pascal Vittori et Eliane Ixeco accèdent au Congrès (à la place de Marie-Noëlle Thémereau et Didier Leroux) et Jean-François Dinevan ainsi que Hélène Iekawe à l'Assemblée de la Province Sud. Au sein du groupe Avenir ensemble de 16 membres au Congrès, l'Alliance dispose ainsi de 5 élus (Armande Duraisin, Sonia Lagarde, Sylvie Robineau, Reine-Marie Chenot et Pascal Vittori). Par ailleurs, Sonia Lagarde accède à la 1re vice-présidence de l'Assemblée de la Province Sud, secondant ainsi Philippe Gomès. 
Le 28 août 2004, l'Avenir ensemble se constitue officiellement en parti politique et donc l'Alliance cesse son existence à part entière.